# Libertas Scacchi Nereto
Libertas Scacchi Nereto – włoski klub szachowy z siedzibą w Nereto.

## Historia
Klub powstał w 1993 roku. W 2011 roku zespół zadebiutował w Serie Master i skończył sezon za CS Pesaro i Obiettivo Risarcimento Padova. W składzie drużyny znajdowali się wówczas m.in. Rafał Antoniewski, Artur Kogan, Luca Shytaj i Fernando Braga. Również w 2011 roku klub uczestniczył w rozgrywkach o Puchar Europy, w których zajął trzynastą pozycję (zwycięstwa nad e2e4.org.uk, SV Voerendaal, Tammer-Shakki i VŠŠSM Wilno, remis z Accres Apeldoorn, porażki z SOCAR-Azerbaijan i G-Teamem Nový Bor). W sezonie 2012 Libertas zajął czwartą pozycję w lidze krajowej, a w 2014 roku ponownie był trzeci, za Obiettivo Risarcimento Padova i Circolo Scacchi R. Fischer Chieti. W 2015 roku klub zajął przedostatnie, siedemnaste miejsce w Serie Master i spadł z ligi.